# Masakra w Sant’Anna di Stazzema
Masakra w Sant’Anna di Stazzema (wł. Eccidio di Sant’Anna di Stazzema) – pacyfikacja toskańskiej wsi Sant’Anna di Stazzema przeprowadzona przez Niemców 12 sierpnia 1944.
Podczas walk na Linii Gotów prowadzonych w trakcie kampanii włoskiej II wojny światowej, oddziały niemieckie stosowały politykę „spalonej ziemi”, której celem było m.in. pozbawienie włoskich partyzantów zaplecza oraz pomocy ludności cywilnej. Największa dokonana w ramach tej operacji masakra miała miejsce 12 sierpnia 1944, gdy żołnierze 16 Dywizji Grenadierów Pancernych SS „Reichsführer SS” doszczętnie spalili Sant’Anna di Stazzema oraz zamordowali około 560 Włochów (mieszkańców wsi oraz uchodźców). W gronie ofiar znalazło się ponad 110 dzieci. Pod względem liczby ofiar była to druga co do wielkości zbrodnia popełniona przez Niemców we Włoszech podczas II wojny światowej.

## Geneza
Po upadku Benito Mussoliniego i alianckiej inwazji na Półwysep Apeniński okupowane przez Niemców terytorium Włoch ogarnęła zacięta wojna partyzancka. Włoski ruch oporu, w którym istotną rolę odgrywali komuniści, dokonywał licznych aktów sabotażu i dywersji, m.in. atakując niemieckie linie komunikacyjne oraz mniejsze pododdziały. Tylko między czerwcem a sierpniem 1944 włoscy partyzanci zabili lub zranili około 15 tys. Niemców. Odpowiedzią okupantów na działania ruchu oporu były brutalne represje wobec ludności cywilnej. 17 czerwca 1944 naczelny dowódca wojsk niemieckich we Włoszech, feldmarszałek Albert Kesselring, wydał rozkaz, w którym wezwał do walki z partyzantką „wszelkimi dostępnymi środkami i z najwyższą surowością”. Podkreślił przy tym, iż każdy dowódca, który zastosuje ostrzejsze niż dotąd przyjęto metody walki z ruchem oporu, może być pewnym jego poparcia. Trzy dni później Kesselring wydał kolejny rozkaz, w którym nakazywał wojskom niemieckim brać zakładników na obszarach, gdzie operowały oddziały partyzanckie, a następnie rozstrzeliwać ich w odwecie za każdą akcję ruchu oporu.
Latem 1944 wojska alianckie dotarły do tzw. Linii Gotów, stanowiącej główną niemiecką pozycję obronną na Półwyspie Apenińskim. Walki o jej przełamanie zajęły Sprzymierzonym kilka miesięcy. Tymczasem w Toskanii, na zachodnim odcinku frontu włoskiego, Niemcy zastosowali politykę „spalonej ziemi”, której celem było usunięcie cywilów ze strefy frontowej, a zarazem pozbawienie partyzantów zaplecza oraz pomocy miejscowej ludności . Owym działaniom towarzyszyły liczne zbrodnie wojenne. Między 23 lipca a 16 września 1944 w samych tylko okolicach Pietrasanta wojska niemieckie dokonały ponad dwunastu masakr, których ofiarą padło 1430 włoskich cywilów . W okresie niemieckiej okupacji na terenie Toskanii zginęło z rąk żołnierzy niemieckich łącznie około 3800 Włochów (w większości mężczyzn).

## Przebieg pacyfikacji

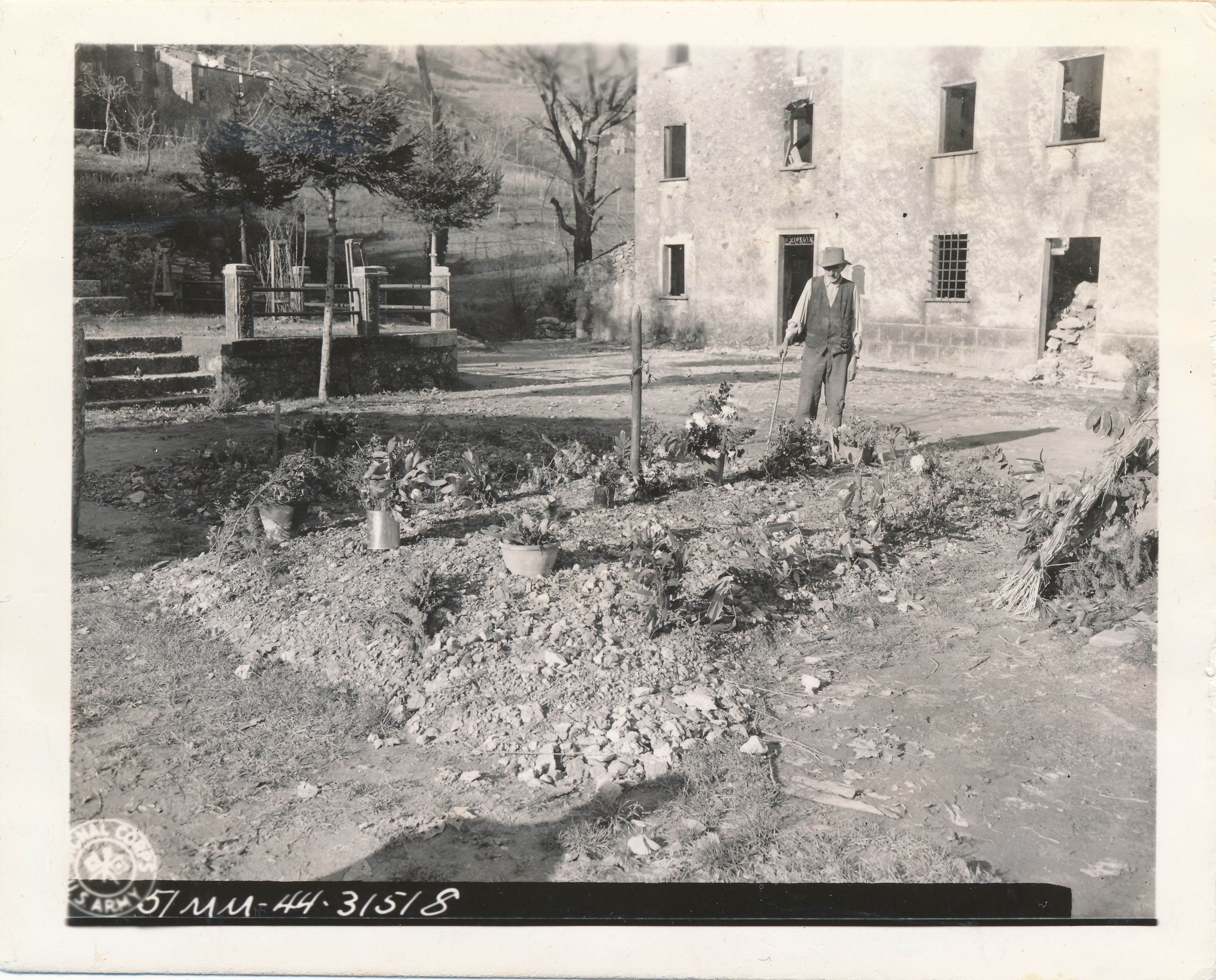
Masowy grób kryjący szczątki ofiar pacyfikacji, zdjęcie wykonane w grudniu 1944

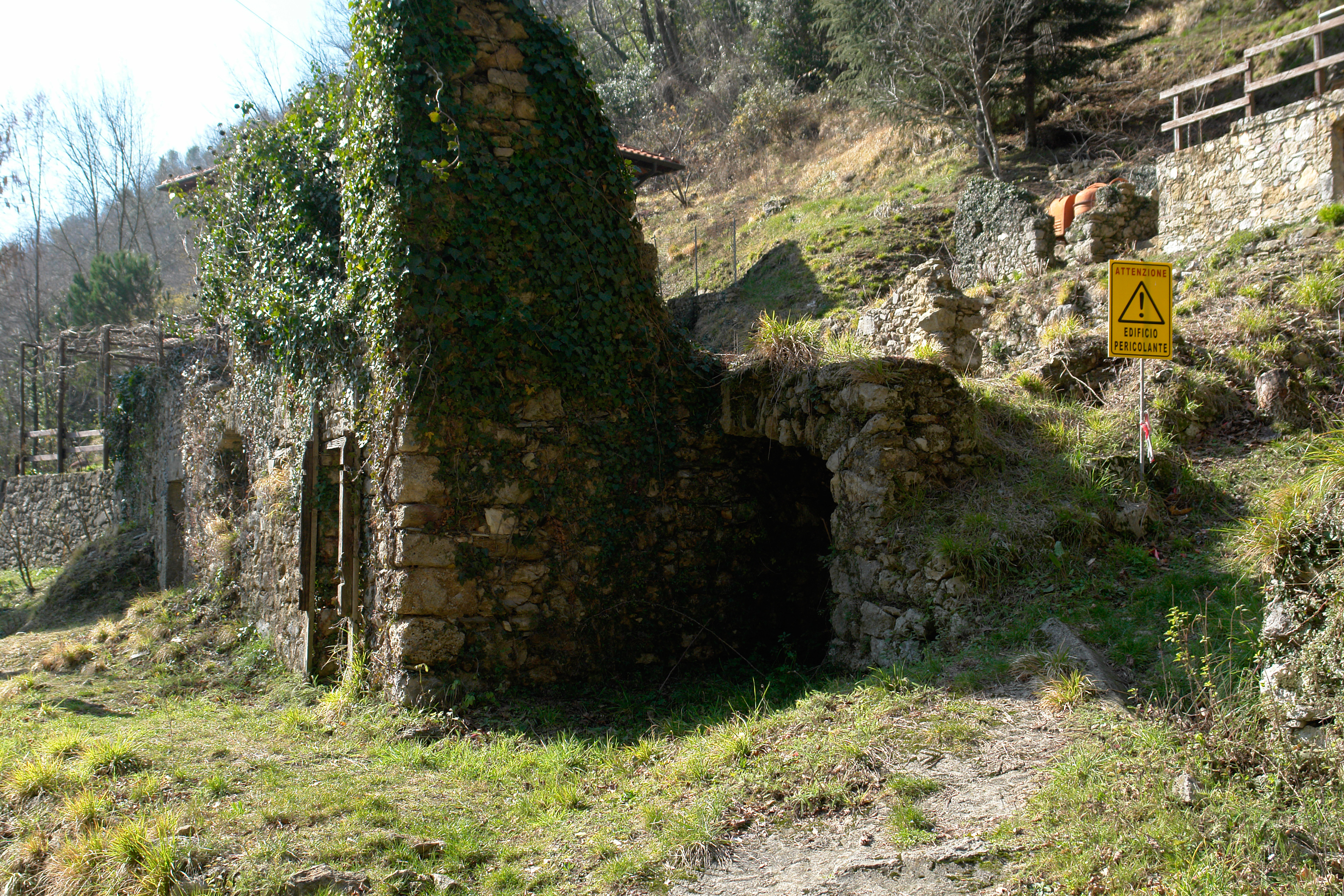
Ruiny Sant’Anna di Stazzema

Sant’Anna di Stazzema jest niewielką wioską leżącą w Alpach Apuańskich, na północ od Pietrasanta . Latem 1944 liczyła ona około 400 stałych mieszkańców  . W owym czasie przebywało tam również blisko tysiąc uchodźców, którzy liczyli, że w odizolowanej górskiej wiosce znajdą schronienie zarówno przed niemieckimi represjami, jak też przed nalotami alianckiego lotnictwa. Większość przybyszów pochodziła z sąsiednich miejscowości, ale znajdowały się wśród nich także rodziny z odległych miast, np. Genui, czy Neapolu .
Przedstawiane są różne hipotezy na temat przyczyn, dla których Niemcy zdecydowali się zniszczyć wieś i wymordować jej mieszkańców. Enio Mancini, kustosz muzeum ruchu oporu w Sant’Anna di Stazzema, twierdził, że wieś nie stanowiła bazy dla partyzantów, gdyż preferowali oni wyżej położone oraz bardziej niedostępne kryjówki. Co więcej, jego zdaniem w okresie poprzedzającym pacyfikację nie doszło w pobliżu wsi do żadnego zamachu na Niemców . W 2007 roku rzymski Sąd Kasacyjny, który badał sprawę masakry, orzekł, iż pacyfikacja Sant’Anna di Stazzema nie była odwetem za działalność ruchu oporu, lecz dokonanym z premedytacją aktem terroryzmu. Część autorów podaje jednak, że w dniach 30–31 lipca komunistyczni partyzanci z 10 Brygady im. Garibaldiego stoczyli w Alpach Apuańskich zwycięską bitwę z wojskami niemieckimi. Ponadto 5 sierpnia Niemcy mieli rozplakatować w Sant’Anna di Stazzema obwieszczenie wzywające mieszkańców do ewakuacji w ciągu 24 godzin. Pod wpływem apeli partyzantów ludność miała zignorować owo polecenie. Z tego względu ocalali z masakry mieli później winić partyzantów, iż ściągnęli oni niemiecki odwet na bezbronną ludność.

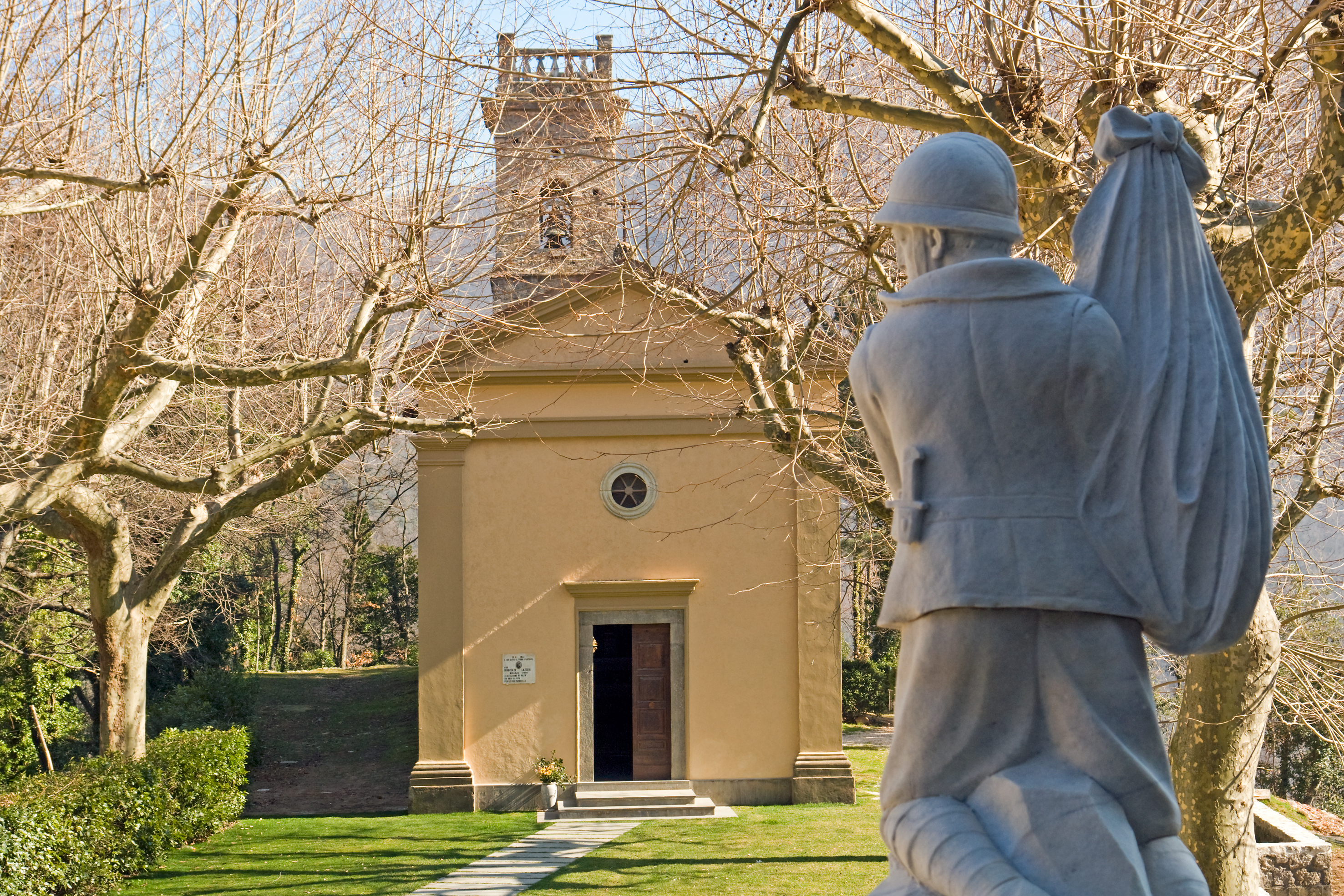
Odbudowany kościół i pomnik ku czci poległych w I wojnie światowej. Przed tym budynkiem zamordowano ks. Innocenzo Lazzeriego oraz blisko 140 mieszkańców wsi

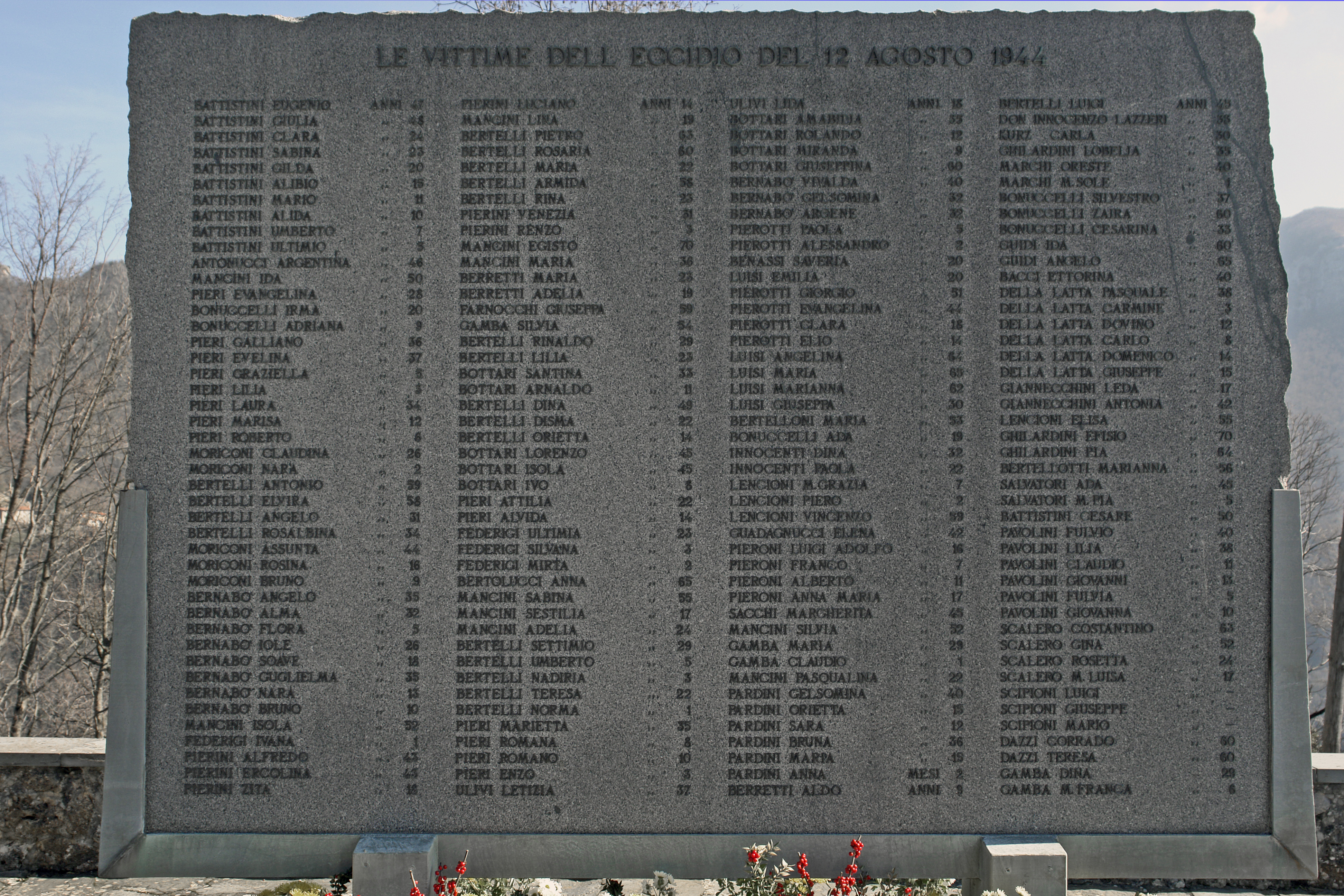
Tablica z nazwiskami zidentyfikowanych ofiar masakry

Przed świtem 12 sierpnia 1944 wzgórza otaczające Sant’Anna di Stazzema obsadzili żołnierze 2 Batalionu 35 Pułku Grenadierów Pancernych z 16 Dywizji Grenadierów Pancernych SS „Reichsführer SS”. Oddziałem dowodził pochodzący z Austrii SS-Hauptsturmführer Anton Galler . Około godziny 6:00 mieszkańcy wsi dostrzegli flarę, której wystrzelenie było dla niemieckich żołnierzy sygnałem do rozpoczęcia ataku. Żaden z mieszkańców nie przeczuwał, jakie są prawdziwe zamiary Niemców, niemniej większość mężczyzn na wszelki wypadek uciekła ze wsi i schroniła się w pobliskim lesie. W Sant’Anna di Stazzema pozostały przede wszystkim kobiety, dzieci oraz starcy .
Wkroczywszy do wsi, esesmani rozpoczęli systematyczną masakrę. Osoby stawiające opór, próbujące uciekać lub zbyt wolno reagujące na polecenia były zabijane na miejscu. Pozostałych cywilów spędzano do większych budynków (stodół, stajni), po czym rozstrzeliwano ogniem broni maszynowej  . Około 140 osób rozstrzelano na placu przed kościołem, wśród nich proboszcza miejscowej parafii, ks. Innocenzo Lazzeriego, bezskutecznie starającego się skłonić żołnierzy do przerwania masakry . W egzekucjach ginęły całe rodziny. Dochodziło do aktów wyjątkowego bestialstwa. Szykującą się do porodu Evelinę Berretti zastrzelono, po czym z jej brzucha wycięto dziecko, które również zabito. Masakra trwała blisko cztery godziny. Po wymordowaniu mieszkańców Niemcy zabili wszystkie zwierzęta hodowlane oraz podpalili zabudowania wsi. Spalono również ciała ofiar   . Po zakończeniu akcji żołnierze spożyli posiłek na miejscu masakry, po czym – jak podają świadkowie – ze śpiewem na ustach opuścili spaloną wieś   .
Tego dnia w Sant’Anna di Stazzema żołnierze Waffen-SS zamordowali około 560 Włochów . W gronie zamordowanych znalazło się ponad 110 dzieci . Najmłodszą ofiarą była 20-dniowa dziewczynka, Anna Pardini . Pod względem liczby ofiar była to druga co do wielkości zbrodnia popełniona przez Niemców we Włoszech podczas II wojny światowej  .

## Upamiętnienie

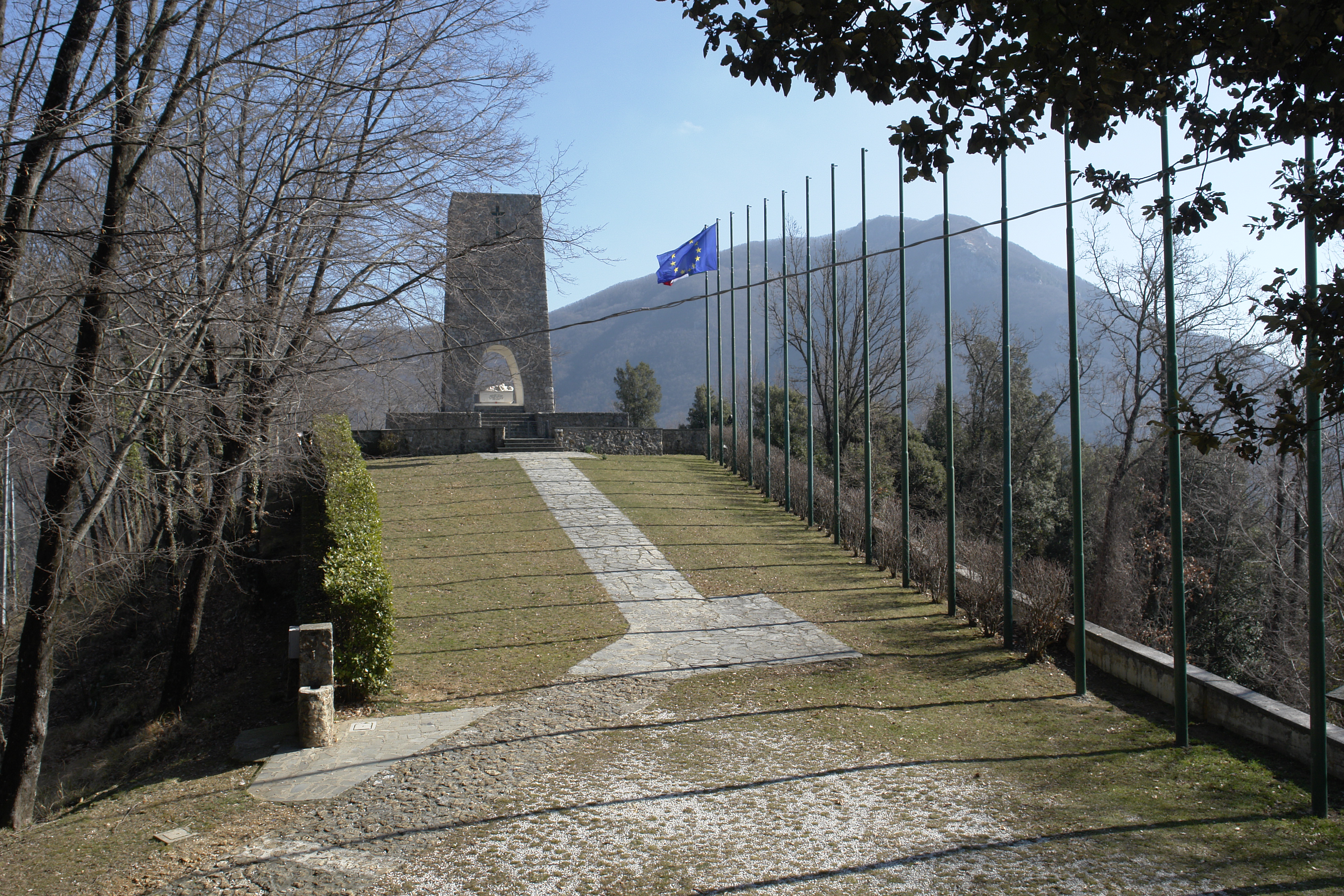
Pomnik w Sant’Anna di Stazzema

Po odejściu Niemców ocalali z masakry pogrzebali szczątki zamordowanych w zbiorowym grobie wykopanym przed ruinami kościoła. W 1948 roku szczątki zostały ekshumowane i pogrzebane na pobliskim wzgórzu . Na mogile stanął 12-metrowy pomnik w kształcie wieży, zaprojektowany przez architekta Tito Salvatoriego. Jednym z jego najważniejszych elementów jest znajdująca się pod arkadami podstawy wieży rzeźba autorstwa Vincenzo Gasperettiego, przedstawiająca zabitą matkę z dzieckiem. Przy pomniku znajduje się także tablica z nazwiskami zidentyfikowanych ofiar masakry. Na drodze prowadzącej z placu przed kościołem do pomnika na wzgórzu znajdują się stacje drogi krzyżowej. Wykonane z brązu płaskorzeźby zestawiają ze sobą sceny pasyjne z wydarzeniami z 12 sierpnia 1944.
W 1971 roku Sant’Anna di Stazzema została odznaczona Złotym Medalem za Męstwo Wojskowe. Z czasem wieś stała się symbolem toskańskiego ruchu oporu. Jesienią 1982 w budynku mieszczącym niegdyś szkołę podstawową została otwarta galeria tematyczna, którą w 1991 roku przekształcono w muzeum ruchu oporu. Wizyty składały tam kolejne głowy państwa włoskiego. W 2000 roku w Sant’Anna di Stazzema został utworzony „Park pokoju” (wł. Parco Nazionale della Pace), pełniący funkcję kulturalną i edukacyjną.

## Odpowiedzialność sprawców
Po wyzwoleniu Toskanii amerykańscy śledczy zgromadzili szereg dowodów zbrodni popełnionych przez okupantów niemieckich w latach 1943–1944. Zostały one później przekazane władzom włoskim . Niemniej, tylko jedna osoba odpowiedzialna za masakrę w Sant’Anna di Stazzema została pociągnięta do odpowiedzialności karnej. Był to dowódca 16 Dywizji Grenadierów Pancernych SS, SS-Gruppenführer Max Simon. Po zakończeniu wojny stanął on przed brytyjskim trybunałem wojskowym, który skazał go na karę śmierci. Simon został przy tym uznany za winnego wyłącznie udziału w masakrze włoskich cywilów w Marzabotto we wrześniu 1944. Wyrok śmierci zamieniono wkrótce na karę dożywotniego pozbawienia wolności. Były SS-Gruppenführer wyszedł na wolność w 1954 roku i zmarł siedem lat później.
W 1999 roku włoską opinię publiczną poruszyły doniesienia, iż powojenne rządy zdominowane przez Chrześcijańską Demokrację z przyczyn politycznych zrezygnowały ze ścigania niemieckich zbrodniarzy – w tym sprawców masakry w Sant’Anna di Stazzema. W połowie lat 50. minister spraw zagranicznych Gaetano Martino miał naciskać na prokuraturę, aby umarzała śledztwa w sprawie niemieckich zbrodni wojennych, gdyż w ocenie włoskiej dyplomacji podniesienie tej sprawy mogłoby pogorszyć stosunki Włoch z Niemcami Zachodnimi oraz zaszkodzić staraniom RFN o uzyskanie członkostwa w NATO. Z tych samych powodów chadecja miała przez wiele lat sprzeciwiać się odznaczeniu Sant’Anna di Stazzema Medalem Waleczności Wojskowej . Dokumenty przekazane włoskim władzom przez alianckich śledczych przez kilkadziesiąt lat spoczywały zapomniane w piwnicach biura prokuratury wojskowej w Rzymie .
Dopiero koniec „zimnej wojny” oraz głęboka przebudowa włoskiej sceny politycznej, do której doszło na początku lat 90., przełożyły się na zwiększenie aktywności włoskiego wymiaru sprawiedliwości w dziedzinie ścigania niemieckich zbrodniarzy wojennych . W 2004 roku przed sądem wojskowym w La Spezia rozpoczął się zaoczny proces dziesięciu byłych żołnierzy 16 Dywizji Grenadierów Pancernych SS podejrzewanych o udział w masakrze w Sant’Anna di Stazzema. W czerwcu 2005 wszystkich oskarżonych uznano winnymi zarzucanych czynów i skazano in absentia na kary dożywotniego pozbawienia wolności. Ze względu na fakt, iż władze niemieckie odmówiły ekstradycji skazańców, wyrok ten miał znaczenie wyłącznie symboliczne  .
Niemiecki wymiar sprawiedliwości również zajął się kwestią masakry w Sant’Anna di Stazzema. Wieloletnie śledztwo prowadzone wobec ośmiu byłych żołnierzy Dywizji „Reichsführer SS” zostało jednak umorzone przez sąd w Stuttgarcie w październiku 2012. Sąd uznał, że fakt, iż w sierpniu 1944 podejrzani służyli w szeregach pododdziału, który dokonał pacyfikacji Sant’Anna di Stazzema nie może przesądzać o ich indywidualnej winie. Orzeczenie to wywołało oburzenie włoskiej opinii publicznej . Dzięki skutecznej apelacji złożonej przez prawników reprezentujących rodziny ofiar masakry, prokuratura w Hamburgu wznowiła w 2014 roku śledztwo przeciw SS-Untersturmführerowi Gerhardowi Sommerowi, który w sierpniu 1944 dowodził jedną z czterech kompanii grenadierów pancernych uczestniczących w pacyfikacji Sant’Anna di Stazzema. Ostatecznie w maju 2015 niemieccy śledczy uznali jednak, iż stan zdrowia 93-letniego podejrzanego uniemożliwia mu udział w ewentualnym procesie .
SS-Hauptsturmführer Anton Galler, który dowodził batalionem odpowiedzialnym za pacyfikację Sant’Anna di Stazzema, zmarł w Hiszpanii w 1993 roku  .

## W kulturze
Masakra w Sant’Anna di Stazzema jest jednym z kluczowych wątków powieści Jamesa McBride'a pt. Miracle at St. Anna (2001), a także będącego jej ekranizacją filmu o tym samym tytule z 2008 roku (reż. Spike Lee) .